# Koninklijke Militaire School Luchtmacht
De Koninklijke Militaire School Luchtmacht (KMSL) is het opleidingsinstituut van het Commando Luchtstrijdkrachten (CLSK) voor initiële vliegopleiding en vaktechnische en niveau opleidingen voor manschappen, korporaals en onderofficieren. De school vormt één organisatie met de Vliegbasis Woensdrecht in Hoogerheide.

## Geschiedenis
De KMSL is medio jaren 90 van de vorige eeuw ontstaan uit een fusie van een aantal andere militaire opleidingen. Door de bezuinigingen die ontstonden bij de opschorting van de dienstplicht moest een kleinere, expeditionaire krijgsmacht ontstaan. Het gevolg was dat diverse opleidingen totaal vervielen of werden geïntegreerd. De opleidingen waaruit de KMSL is ontstaan, zijn de voormalige:
- Luchtmacht Officierschool (LUOS) waar voormalige KVV / BBT contractanten werden opgeleid; deze verhuisde in 1990 van Vliegbasis Gilze-Rijen naar Woensdrecht.
- Luchtmacht Instructie en Militaire Opleidingen School (LIMOS) te Nijmegen, waar tot en met 1995 de opleidingen voor de dienstplichtige soldaten en korporaals bestemd voor de luchtmacht werden verzorgd.
- Koninklijke Kaderschool Luchtmacht (KKSL, voorheen de op 01 mei 1960 opgerichte Luchtmacht Kaderschool LKS) te Schaarsbergen, waar tot 1991 de onderofficieren van de luchtmacht werden opgeleid.
- Luchtmacht Elektronische & Technische School (LETS), de op 01 december 1959 samengevoegde Luchtmacht Electronische School (LES) en Luchtmacht Technische School (LTS) te Schaarsbergen; waar tot 1999 alle initiële theoretische en een aantal voortgezette praktijkopleidingen voor de luchtmacht plaatsvonden.

## Organisatie
De KMSL bestaat uit vier opleidingssquadrons:  
- 130 Militaire Opleidingen (MO) Squadron met twee opleidingsafdelingen. De eerste afdeling verzorgt de Algemene Militaire Opleiding (AMO). In de AMO wordt rekruten de Militaire Basis Vaardigheden (MBV) aangeleerd. De andere afdeling bestaat uit de Vakgroep Object GrondVerdediging (OGRV) en de Vakgroep Hondengeleiding. De VG OGRV verzorgt voor officieren, onderofficieren, korporaals en manschappen de opleiding voor de grondverdediging van de luchtmacht. De VG Hondengeleiding leidt de geleiders van bewakingshonden en explosieven speurhonden op, en sinds 2010 ook de opleiding tot Route Overwatch Search Dog team (ROSD team). Deze teams worden ingezet om routes en gebieden af te zoeken naar explosieven. Het squadron verzorgt tevens andere militaire opleidingen voor de luchtmacht, zoals de AMO en bewakingsopleidingen voor luchtmachtreservisten, wapenopleidingen, omscholing en de militaire praktijkvorming voor ROC-leerlingen die kiezen voor de opleiding "Veiligheid en Vakmanschap" voor de luchtmacht.

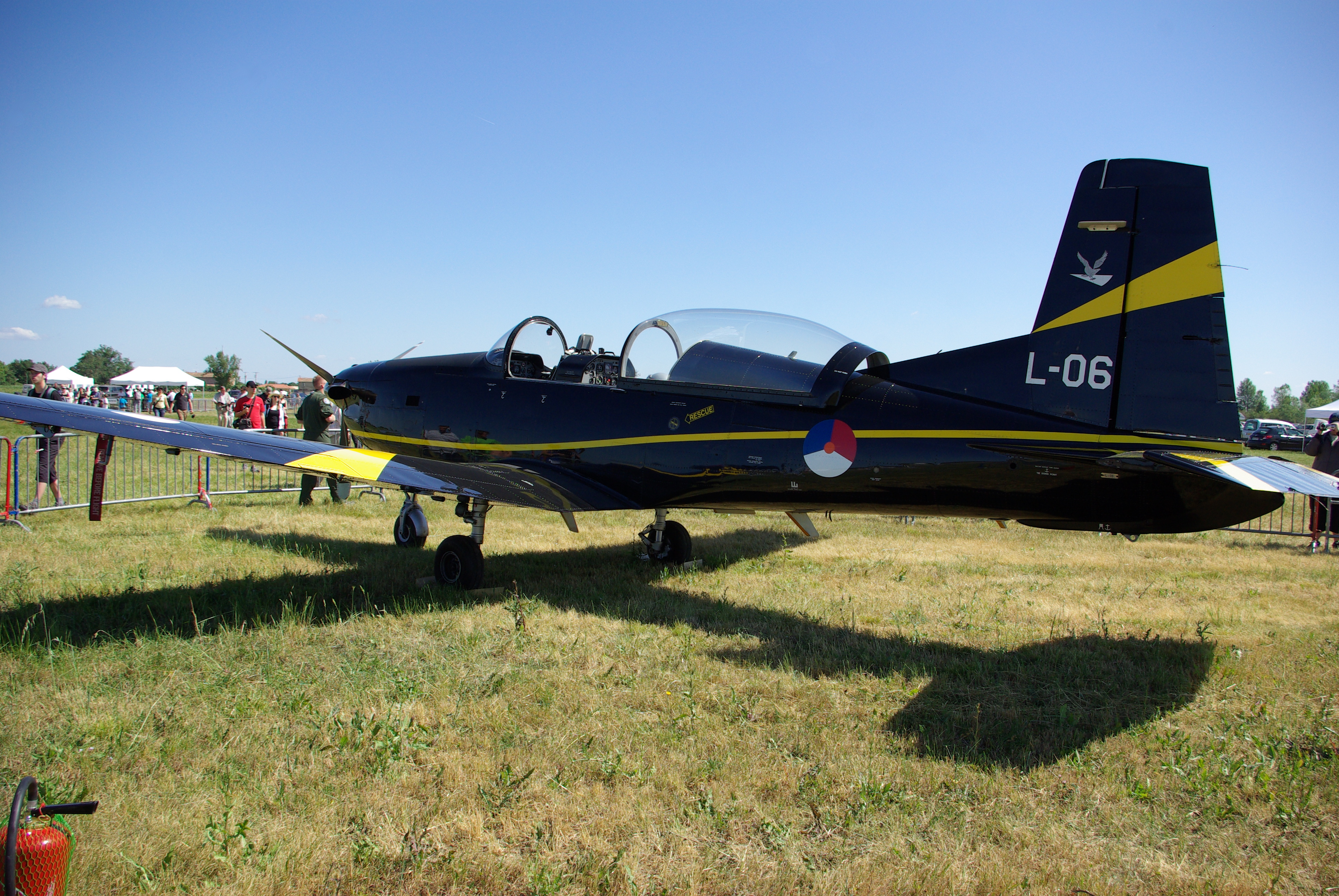
Pilatus PC-7 Turbo Trainer (1989-heden)

- 131 Elementaire Militaire Vlieger Opleiding (EMVO) Squadron heeft als taak het verzorgen van de voorbereidende vliegopleiding voor de luchtmacht en de marine. Ook verzorgt het de simulatorinstructie, de vlieginstructie, inlichtingen en vliegoperatiën opleidingen. Voor de vliegopleiding beschikt het 131 Squadron over Pilatus PC-7 lesvliegtuigen.
- 132 Didactisch en Militair Leiderschap Opleidingen (DMLO) Squadron verzorgt de niveauopleidingen van korporaals en onderofficieren en doet maatwerktraining op het gebied van communicatie, instructie en leiderschap. Tevens verzorgt het 132 Squadron instructeursopleidingen.
- 133 Elektronische en Technische Opleidingen (ETO) Squadron voert de technische en brandweeropleidingen van de luchtmacht uit en in beperkte mate voor andere krijgsmachtdelen. Het 133 Squadron geeft ook grondinstructie aan vliegend personeel van de luchtmacht en verzorgt tevens opwerktrajecten voor uitzendingen. Het squadron heeft ook vakgroepen permanent gestationeerd voor opleidingen op Vliegbasis Gilze-Rijen en Maritiem Vliegkamp De Kooy. Het squadron bestaat uit drie afdelingen:
  - Opleidingsafdeling Brandweer, die al het militaire brandweerpersoneel van de luchtmacht opleidt en traint. De vliegbasis beschikt hiervoor over een brandweeroefenterrein dat behoort tot de meest complete en moderne computergestuurde faciliteiten ter wereld, waar ook bondgenootschappelijke militaire brandweereenheden komen trainen.
  - Opleidingsafdeling Vliegtuiggebonden Opleidingen, waar de vliegtuigtechnici van de luchtmacht en de marine worden opgeleid voor de hoofdwapensystemen: de F-16 Fighting Falcon, de AH-64 Apache, de CH-47 Chinook, de AS-532U2 Cougar en de NH-90.
  - Opleidingsafdeling Niet-Vliegtuiggebonden Opleidingen, waar overige opleidingen technici worden opgeleid, zoals specialisten voor Communicatie- en Informatiesystemen (CIS), Gronduitrusting (GU) zoals elektrische en koelinstallaties, alsook opleidingen op het gebied van vliegveiligheid.